# بخش شتو-گونتیه
بخش شتو-گونتیه (به فرانسوی: Arrondissement de Château-Gontier) یک بخش در فرانسه است که در ماین واقع شده‌است.